# 李泾
李泾（約839年—?），唐朝皇子，是唐宣宗的第二子，生母不详。
生年不详，当在833年后。会昌六年（846年），李泾被他父亲唐宣宗封为雅王，其后史书中没有记载他的情况，去世之年也不详。